# Saulzet-le-Froid
Saulzet-le-Froid è un comune francese di 262 abitanti situato nel dipartimento del Puy-de-Dôme nella regione dell'Alvernia-Rodano-Alpi, a 19,9 km da Clermont-Ferrand. Questo comune è situato nel parco naturale regionale dei vulcani dell'Alvernia.

## Società

### Evoluzione demografica
Abitanti censiti